# Tobias Barkschat
Tobias Barkschat (* 29. April 1991 in Braunschweig) ist ein deutscher Bahn- und Straßenradrennfahrer.
Tobias Barkschat gewann 2009 bei dem polnischen Juniorenrennen Cup of Grudziadz Town President die dritte Etappe und belegte in der Gesamtwertung den fünften Platz. Auf der Bahn wurde er zusammen mit Nikias Arndt, Michel Koch und Lars Telschow deutscher Meister in der Mannschaftsverfolgung der Juniorenklasse. Seit 2010 fährt Barkschat für das LKT Team Brandenburg.

## Erfolge – Bahn
2010
- Deutscher Meister – Mannschaftsverfolgung (Junioren) mit Nikias Arndt, Michel Koch und Lars Telschow

## Teams
- 2010 LKT Team Brandenburg
- 2011 LKT Team Brandenburg
- 2012 Jenatec Cycling

- 2014 Team Ur-Krostitzer Giant